# Dismodicus alticeps
Dismodicus alticeps är en spindelart som beskrevs av Chamberlin och Ivie 1947. Dismodicus alticeps ingår i släktet Dismodicus och familjen täckvävarspindlar. Inga underarter finns listade i Catalogue of Life.